# Сен-Совёр (Мёрт и Мозель)
Сен-Совё́р (фр. Saint-Sauveur) — коммуна во французском департаменте Мёрт и Мозель региона Лотарингия. Относится к  кантону Сире-сюр-Везуз.

## География

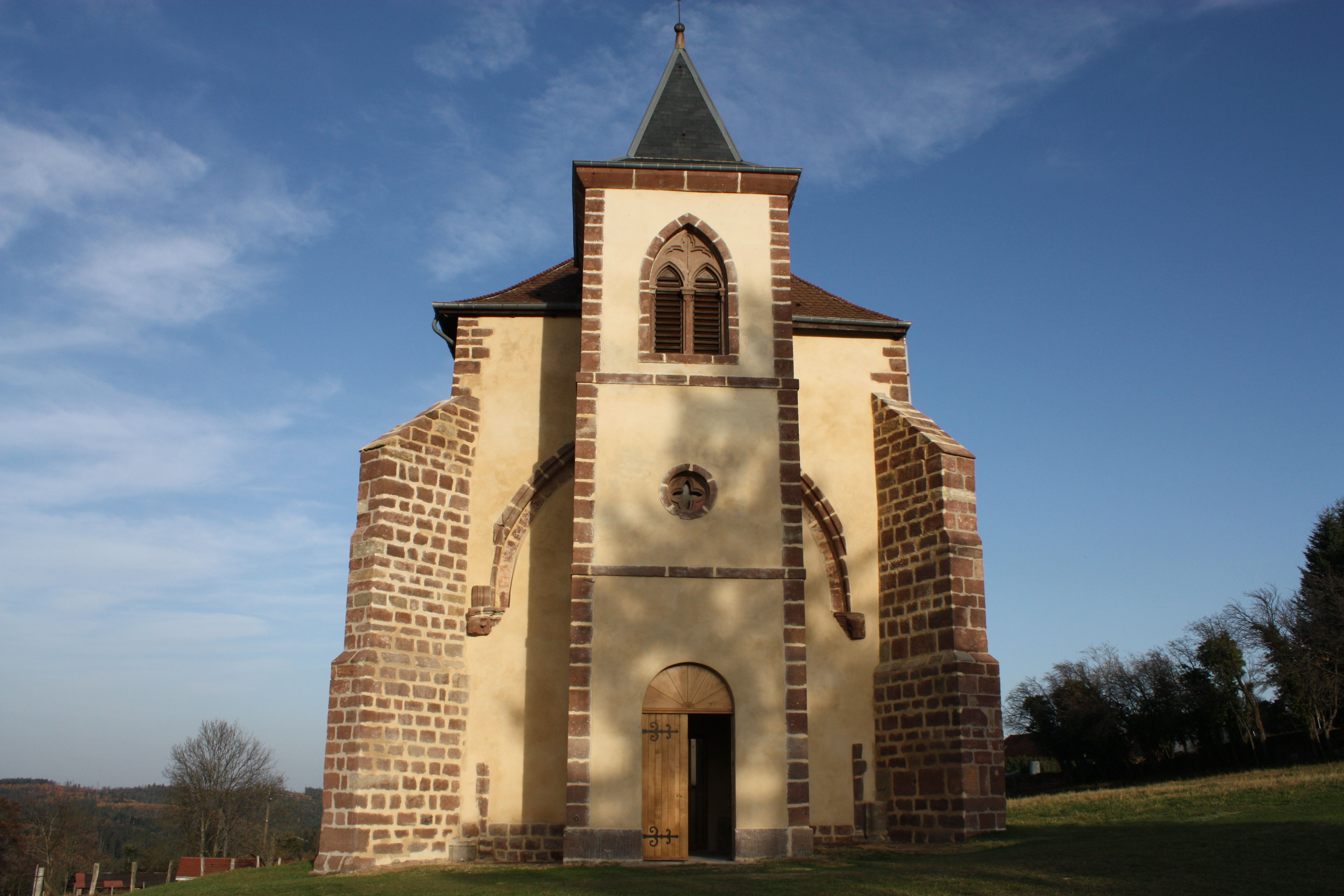
Аббатство Сен-Совёр, готические хоры (XI век).

Сен-Совёр расположен в 65 км к востоку от Нанси. Соседние коммуны: Петимон и Валь-э-Шатийон на севере, Ангомон и Бремениль на юго-западе, Парю на западе.
Сен-Совёр находится всего в 440 м от горы Донон, самой высокой горы Вогезов, и является одним из красивейших мест Вогезов (т.н. «Пьемонт Вогезов») в департаменте Мёрт и Мозель. Это одно из наиболее привлекательных мест для пешего туризма. В окрестностях коммуны находится скала Рок-де-Торю (фр. Roc du Taurupt), самая высокая (наряду с Бьонвилем) точка департамента — 731 м. В окрестных лесах берёт своё начало Везуза.

## История
- В 1010 году сюда было переведено аббатство бенедиктинцев из Валь-э-Шатийон, находившееся там с VII века. Аббатство играло важную роль, в его некрополе хоронили много знатных людей того времени. Однако, оно часто разрушалось во время средневековых религиозных войн и было, наконец, совсем заброшено в 1569 году.

## Демография
Население коммуны на 2010 год составляло 48 человек.
| 1962 | 1968 | 1975 | 1982 | 1990 | 1999 | 2010 |
| ---- | ---- | ---- | ---- | ---- | ---- | ---- |
| 73   | 63   | 55   | 52   | 50   | 51   | 48   |

## Достопримечательности
- Аббатство Сен-Совёр, XI век, готические хоры, часовня.
- Историческая лесопильня, работавшая от водяной мельницы, находится в лесу Буссон, упоминается ещё в XVI веке. На лесопильне и в окрестных лесах снимался фильм французского режиссёра Робера Энрико «Лесорубы» (Les Grandes Gueules).